# Torre de Calduba
La torre de Calduba son, actualmente, unas ruinas de origen romano pertenecientes al siglo II. Hay constancia documental de que aún se mantenía en pie en la segunda mitad del siglo XVII. Las ruinas están consideradas bien de interés cultural.

## Situación

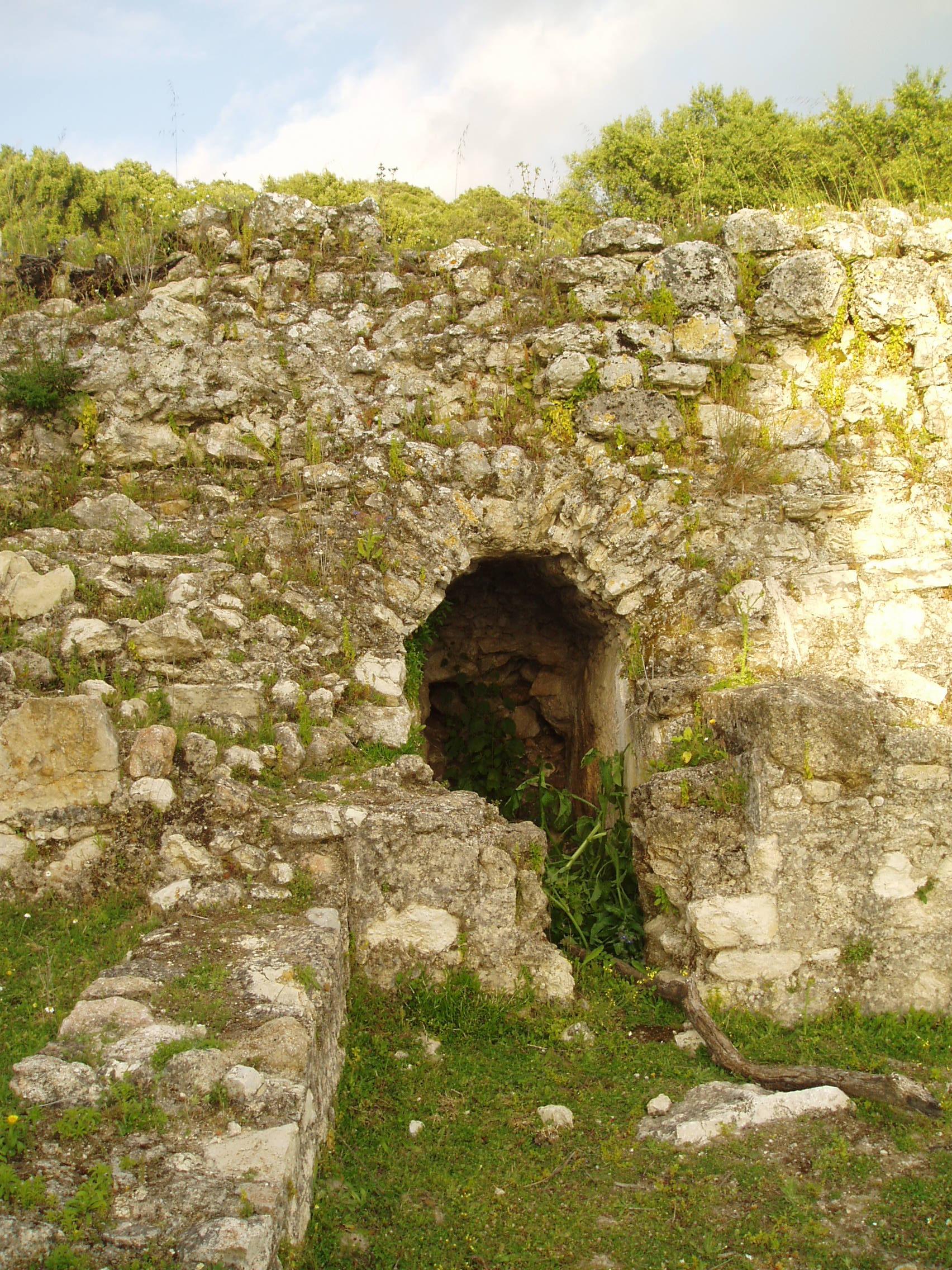
Restos de Calduba

Se encuentran situadas en la provincia de Cádiz, en el término municipal de Arcos de la Frontera (Sierra de Aznar).
 Los restos existentes forman parte de un complejo hidráulico consistente en cinco niveles escalonados que aprovechan el desnivel del terreno para los depósitos y sumideros del agua. Formaban parte de una red de la que salía un ramal para suministrar agua a Gades.[cita requerida]

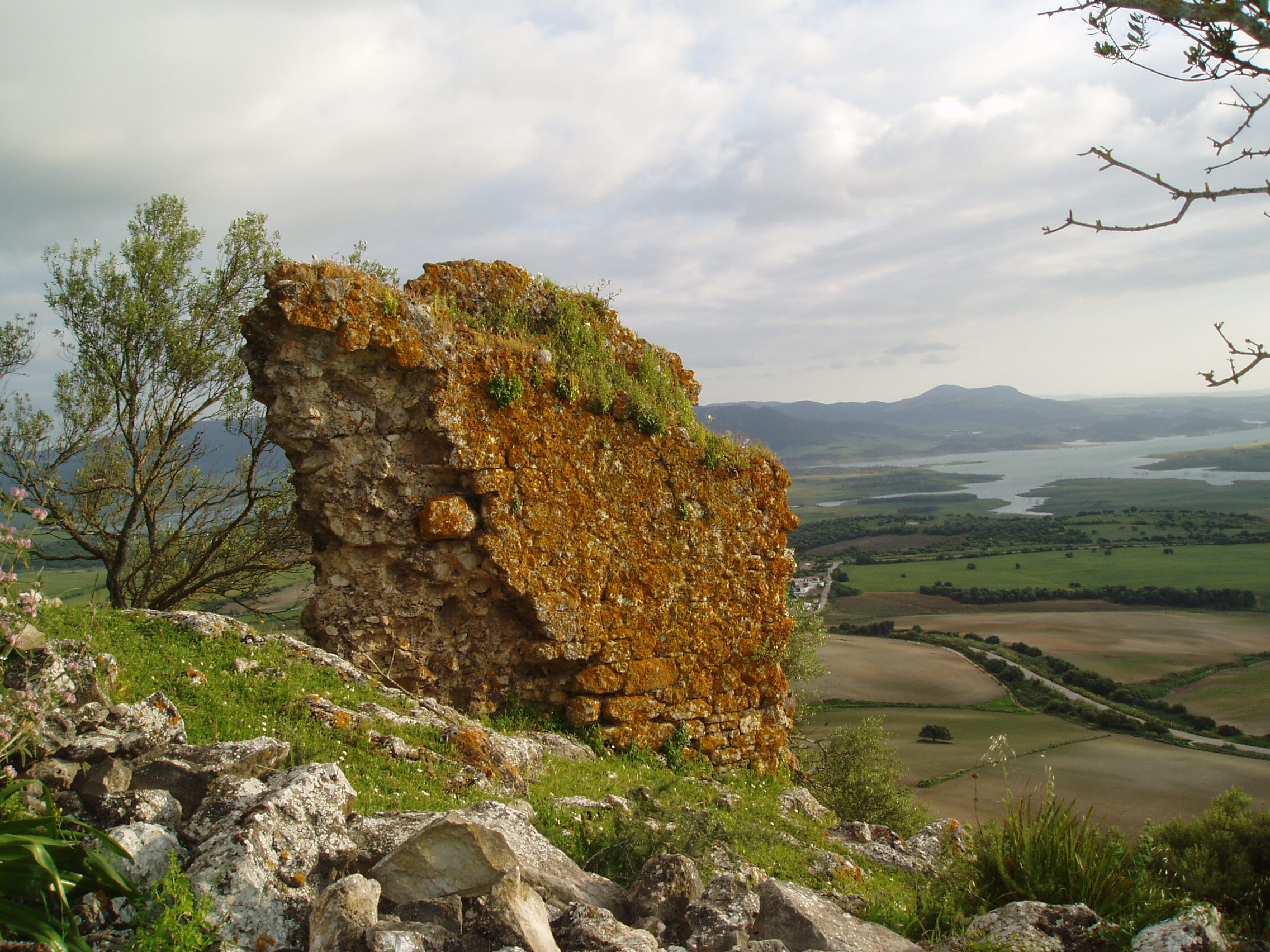
Calduba y vista desde la Sierra de Aznar

No obstante, las estructuras descubiertas indican la acumulación y gestión masiva de agua, probablemente con fines culturales tipo ninfeo